# Teichomyza fusca
Teichomyza fusca är en tvåvingeart som beskrevs av Pierre Justin Marie Macquart 1835.
Teichomyza fusca ingår i släktet Teichomyza, och familjen vattenflugor. Arten är reproducerande i Sverige.